# Catalepsia (estoicismo)
Catalepsia  (em grego:  κατάληψις), na filosofia estoica, significava compreensão.
É um termo que originalmente se refere aos filósofos estoicos e era para eles, uma premissa ideológica básica que se referia ao estado de espírito de cada ser humano em função da apreensão de conceitos filosóficos fundamentais.

## Estoicismo
De acordo com os estoicos, a mente é bombardeada de forma constante com impressões (phantasia). Uma impressão que advém da mente era denominada por phantasma.
Algumas destas impressões são verdadeiras, outras falsas. Impressões são verdadeiras quando são afirmadas verdadeiramente, falsas quando são afirmadas erroneamente, tal quando alguém acredita que um remo quando colocado na água está partido porque tal parece ser assim. Quando Orestes, na sua loucura, confundiu Electra com uma Fúria, teve uma impressão tanto verdadeira como falsa: verdadeira pelo facto de que terá visto algo, Electra, falso porque ela não era uma Fúria. Os estoicos diziam que cada um de nós não deveria dar crédito a tudo o que é percebido, mas apenas às percepções que contêm alguma marca especial das coisas que apareceram. Tal percepção era então chamada de phantasia cataléptica' (em grego:  φαντασία καταληπτική), ou percepção compreensível. Este tipo de percepção é a que é  impressa por um objecto que existe, que é uma cópia, percepção que é uma cópia desse objecto e que não pode ser produzida por qualquer outro objecto.
A catalepsia era um dos principais assuntos contenciosos entre os estoicos e os cepticistas académicos da Academia de Platão, durante o período helenístico.O cepticismo filosófico grego, que naturalmente escolheu os estoicos como oponentes filosóficos naturais, debateu muito sobre o que os estoicos evitavam em relação à mente humana e sobre os métodos de compreensão de significados maiores. Para os cépticos, todas as percepções eram acatalépticos, isto é, não eram conformes com os objectos percebidos, ou, se tinham alguma conformidade, não poderiam ser conhecidos.